# Joanna Scanlan
Joanna M Scanlan (nacida el 27 de octubre de 1961) es una actriz y guionista británica. En televisión es conocida por sus papeles en series británicas como The Thick of It (2005-2012), Getting On (2009-2012), Puppy Love (2014) y No Offense (2015-2018). Fue nominada a tres Premios BAFTA por Getting On, incluidos dos a la mejor escritura.
Las apariciones cinematográficas de Scanlan incluyen Girl With a Pearl Earring (2003), Notes on a Scandal (2006), The Invisible Woman (2013) y Bridget Jones's Baby (2016). Ganó un premio de la Academia Británica de Cine y un premio de Cine Independiente Británico por su actuación en la película After Love (2020).

## Primeros años
Scanlan nació en West Kirby, Cheshire, hija de los hoteleros Michael y Patricia Scanlan. Se mudó al norte de Gales con sus padres a la edad de tres años, y sus padres compraron más tarde el Castle Hotel en Ruthin. Asistió a Brigidine Convent y Howell's School, Denbigh, así como a New Hall School en Chelmsford, Essex. Estudió historia en Queens' College (Cambridge) y se unió a Cambridge Footlights donde se hizo amiga de Tilda Swinton.

## Carrera profesional
Después de graduarse, se unió al personal académico del Politécnico de Leicester dando clases de teatro durante cinco años, antes de asumir un papel similar en el Consejo de las Artes de Gran Bretaña durante tres años. Después de que el Consejo de las Artes de Gran Bretaña se dividiera en 1994, a los 34 años, Scanlan decidió intentar convertirse en actor profesional y obtuvo rápidamente el papel de enfermera en Peak Practice de ITV. Esto formó una especie de tema al principio de su carrera, luego interpretó a una partera en The Other Boleyn Girl con Natalie Portman y Scarlett Johansson, antes de interpretar a una enfermera nuevamente junto al médico de Adrian Edmonson en la mala suerte.Médicos y enfermeras y últimamente la Dra. Diana Dibbs en Doc Martin con Martin Clunes.
Scanlan es conocida por su interpretación de Terri Coverley, la oficial de prensa senior notoriamente inútil del Departamento de Asuntos Sociales y Ciudadanía en la serie de televisión de comedia británica The Thick of It de 2005 a 2012.
Entre sus éxitos se encuentra el drama oscuro y satírico del NHS de Scanlan, Getting On, aclamado por la crítica, que protagonizó y coescribió con Jo Brand y Vicki Pepperdine. La serie le valió una nominación a los Premios BAFTA  en la categoría de Mejor Actuación Femenina en una Comedia y una nominación al BAFTA Television Craft por guion tanto en 2011 como en 2013. También fueron nominados a Mejor Guion de Comedia en los Royal Television Awards en 2010  y Mejor comedia en los premios South Bank Sky Arts Awards en 2011. La serie de comedia fue adaptada para una audiencia estadounidense con HBO ., con Scanlan a bordo como productor ejecutivo para trabajar de cerca en el desarrollo del guion. Scanlan fue una estrella invitada en la versión estadounidense, retomando su papel de Denise Flixter. La serie, nominada al Emmy , duró tres temporadas entre 2013 y 2015.
Scanlan y Vicki Pepperdine se unieron nuevamente para escribir y protagonizar su serie de comedia de BBC Four , Puppy Love , que sigue a dos mujeres en sus clases de adiestramiento de perros en Wirral . Bajo su productora George and George Co., actualmente están adaptando Puppy Love con HBO para Estados Unidos y una nueva comedia de situación This Land is Ours  está en desarrollo para US Network IFC.
Scanlan interpreta al personaje principal DI Inspector 'Viv Deering' en el drama de horario estelar de Paul Abbott nominado al BAFTA y ganador del premio RTS, No Offense .
Scanlan apareció como Cathy en Bridget Jones's Baby .
Otros créditos cinematográficos incluyen a la esposa de Charles Dickens en La mujer invisible y papeles en Get Santa , Testament of Youth , In the Loop , The Bad Education Movie , The Other Boleyn Girl , Stardust , Notes on a Scandal , Girl With A Pearl Earring , Pin Cojín , After Love y Kinky Boots .
Otros créditos televisivos incluyen Death Comes To Pemberley , Fungus the Bogeyman , Mapp and Lucia , Heading Out , Stella , Doc Martin , One Foot in the Grave y Spaced .
En el escenario, Scanlan ha trabajado con Thea Sharrock en su producción de Cloud 9 en el Teatro Almeida y Top Girls , con Rufus Norris en Vernon God Little en el Young Vic , y apareció en Madame Bovery de Polly Teale .
Scanlon apareció en los dos primeros episodios de McDonald & Dodds en 2020. En 2021, Scanlon interpretó a Ma junto a Pop de Bradley Walsh en The Larkins . En marzo de 2022, recibió el Premio BAFTA a la Mejor Actriz en un Papel Protagónico por la película After Love (2020).

## Premios y nominaciones
| Año  | Premios                                                     | Categoría                            | Trabajo nominado | Resultado |
| ---- | ----------------------------------------------------------- | ------------------------------------ | ---------------- | --------- |
| 2010 | Gremio de escritores de Gran Bretaña                        | Mejor comedia de televisión          | Getting On       | Ganadora  |
| 2010 | Premios de la Sociedad Real de Televisión                   | Escritor - Comedia                   | Getting On       | Nominada  |
| 2010 | British Academy Television Awards                           | Mejor actuación de comedia femenina  | Getting On       | Nominada  |
| 2011 | Broadcasting Press Guild                                    | Premio del escritor                  | Getting On       | Nominada  |
| 2011 | Premios de la Sociedad Real de Televisión                   | Escritor - Comedia                   | Getting On       | Ganadora  |
| 2011 | British Academy Television Craft Awards                     | mejor escritor                       | Getting On       | Nominada  |
| 2013 | Gremio de escritores de Gran Bretaña                        | Mejor comedia de televisión          | Getting On       | Ganadora  |
| 2013 | Premios de la Sociedad Real de Televisión                   | Escritor - Comedia                   | Getting On       | Nominada  |
| 2013 | Premios de Artesanía de Televisión de la Academia Británica | Mejor Escritor: Comedia              | Getting On       | Nominada  |
| 2018 | Premios del cine británico Evening Standard                 | Mejor actriz                         | Pin Cushion      | Nominada  |
| 2020 | Festival Internacional de Cine de Tesalónica                | Mejor actriz                         | After Love       | Ganadora  |
| 2021 | Festival Internacional de Cine de Dublín                    | Mejor actriz                         | After Love       | Ganadora  |
| 2021 | British Independent Film Awards                             | After Love                           | After Love       | Ganadora  |
| 2022 | London Film Critics' Circle                                 | actriz del año                       | After Love       | Nominada  |
| 2022 | London Film Critics' Circle                                 | Actriz británica / irlandesa del año | After Love       | Nominada  |
| 2022 | Premios BAFTA                                               | Mejor actriz en un papel principal   | After Love       | Ganadora  |